# Война за полското наследство
Войната за полското наследство (1733-1738 г.) е военен конфликт, породен от слабостта на полския народ и от противоречията на великите сили кой да заеме полския престол. От една страна, Франция и Испания подкрепят тъста на Луи ХV Станислав Лешчински, а от друга Австрия и Русия предпочитат саксонския курфюрст. Военните действия обхващат част от полските земи, Италия и поречието на Рейн.

## Причини за войната
През ХVІІІ в. Полша все още е една от най-големите европейски държави, но вътрешната ѝ слабост нараства. Кралската длъжност е избираема, поради което преминаването ѝ от едни в други ръце често е напрегнато. Изборът е право на сейма (парламента), но той не е представителен, а съставен само от едрите аристократи (шляхтата). От 1697 г. крал е саксонският курфюрст Август ІІ. По време на Великата северна война шведите го заменят за кратко (1706-1709 г.) със своя съюзник Станислав Лешчински. Август се опитва да направи кралската длъжност наследствена, като в останалите европейски монархии, но без успех. Неговата смърт през февруари 1733 г. повдига въпроса кой ще го наследи.
Част от причините за войната са заложени в предишната голяма война – Войната за испанското наследство. Тогава френският кандидат Филип V надделява срещу австрийския – ерцхерцог Карл. Австрия така и не признава властта на Филип, а Испания иска да си върне изгубените земи в Италия (островите Сардиния и Сицилия и Неаполитанското кралство). Тя прави опит през 1716-1718 г., в крайна сметка без успех. Испанската кралица Изабела Фарнезе и нейният фаворит Джулио Алберони подготвят нова атака от името на сина на Филип V и Изабела – дон Карлос.
Англия опитва да примири Австрия и Испания и има напредък в това отношение, но в началото на 1733 г. Франция (управлявана от ловкия министър Андре-Еркюл дьо Фльори) усеща подготвяната изолация и привлича Испания на своя страна. При натрупалото се напрежение овакантяването на полския престол послужва като сигнал за начало на военните действия.

## Ход на военните действия

### Войната в Полша и Германия
В началото Австрия и Русия предлагат полския престол да заеме португалският принц Мануел, но по-късно се спират на сина на досегашния крал – младия саксонски курфюрст. На 12 септември 1733 г. сеймът обаче избира Станислав Лешчински, насърчен от обещанието на Франция за решителна подкрепа. Руските войски навлизат и без съпротива стигат до Варшава, където дирижират нов избор, този път в полза на Август ІІІ. Излиза, че Русия и Австрия са много по-категорични в намесата си в Полша, защото имат преки интереси. За тях голямата държава е обект на бъдеща агресия, която отсега подготвят. От друга страна, френският кандидат е схващан като символ на независимостта на страната. В критичния момент Франция решава, че няма нужда от пълномащабна война с подобен съюз и се ограничава само до субсидии и политическа подкрепа. Франция се задоволява с окупацията на Лотарингия (Лорен), която от десетилетия се вклинява в земите ѝ и с превземането на крепостите Кел и Филипсбург. Постепенно имперските сили се увеличават и французите отстъпват извън Германия. Основната причина за тяхната предпазливост е страхът да не вкарат Англия и Нидерландия в конфликта.
Станислав бяга в град Данциг (Гданск), подложен на обсада през 1734 г. от руски и саксонски войски. Изпратената френска ескадра се оттегля, когато идват руски кораби. През юни крепостта пада, Станислав отплава към Франция, всички полски магнати признават Август ІІІ и през декември той е коронован за крал.

### Войната в Италия
Австрийският император Карл VІ подценява готовността на противниците си да се бият за правата на дон Карлос в Италия. Докато Русия и Саксония са заети в Полша, Прусия, Англия и Нидерландия остават неутрални. Единственият съюзник, на когото разчита, е Савоя-Сардиния, но Фльори ловко я привлича на своя страна, обещавайки ѝ Милано. Савойският херцог Карл-Емануил завзема австрийските Милано и Мантуа. Франция и Австрия изпращат армии в долината на По, където войната се води с променлив успех. Много по-категорични са успехите на испанците в южна Италия. Дон Карлос, който вече е признат за херцог на Парма, заедно с опитния генерал Монтемар, нахлуват през папските земи на юг и лесно завземат крепостите Гаета и Капуа. На 25 май 1734 г. австрийските войски са разбити при Битонто и до края на годината цялото Неаполитанско кралство пада в ръцете на дон Карлос. Монтемар се прехвърля в Сицилия и я завладява. Така южна Италия отново се връща в ръцете на испанците.

### Примирието от 1735 г. и последни военни действия
Установила своята изолация и поражение, Австрия подписва примирие с Франция и Испания на 7 май 1735 г. Според предварителните условия тя признава Станислав Лешчински за полски крал, отстъпва южна Италия на дон Карлос, който ѝ връща Парма. Бурбонските държави признават Прагматическата санкция – документа, с който император Карл VІ осигурява престола на любимата си дъщеря Мария-Терезия. Русия и Саксония обаче възразяват, руснаците изпращат 16-хилядна армия. Въпреки това не се състои обрат в хода на войната. Испанците в северна Италия обсаждат Мантуа, но накрая свалят обсадата. Австрийците нямат възможност да си върнат Неапол. По Рейн Евгений Савойски не успява да направи нищо срещу французите. Много скоро Карл VІ подновява преговорите и в края на годината мирът с Испания е подписан. Окончателният край на войната се отлага с три години, докато Австрия се съгласи херцогът на Лотарингия да я отстъпи на Станислав Лешчински.

## Мирът във Виена
През годините продължение на войната се замисля нестандартен трансфер на владенията, който задоволява всички. Когато през 1737 г. приключва династията на Медичите във Флоренция (Тоскана), Австрия приема Франц (херцогът на Лотарингия) да застане на нейния престол. Франц се жени за Мария Терезия, с което се подсигурява бъдещото преминаване на Тоскана към Австрия. Лотарингия остава за Станислав Лешчински и по същата логика тя трябва да премине към Франция. Що се отнася до първопричината за войната – Полша, там всички признават Август ІІ, а Станислав „се отказва доброволно от претенциите си в името на мира“. Властта на дон Карлос в Неапол и Сицилия е потвърдена при условието, че това ново кралство няма да се обединява с Испания. Всичко това е санкционирано официално с договора от Виена на 18 ноември 1738 г.
Войната е интересна с това, че руските войски навлизат за първи път дълбоко в Европа (до река Некар), с което поставят началото на дълга традиция. Ролята на Русия осезаемо се повишава. С налагането на Август ІІІ тя се подготвя за нови войни с Швеция. Австрия не печели друго, освен признаването на Прагматическата санкция от всички силни държави, което за жалост не трае и две години до началото на Войната за австрийското наследство. Големите политически размествания в Италия я отварят към модернизиране и европеизиране след парализата на испанското господство, е оценката на италианските историци.